# Prvić Luka
Prvić Luka är en ort i Kroatien.   Den ligger i staden Grad Šibenik och länet Šibenik-Knins län, i den södra delen av landet, 230 km söder om huvudstaden Zagreb. Prvić Luka ligger 26 meter över havet och antalet invånare är 190. Den ligger på ön Otok Prvić.
Terrängen runt Prvić Luka är huvudsakligen platt, men österut är den kuperad. Havet är nära Prvić Luka åt sydväst.  Närmaste större samhälle är Šibenik, 8,4 km öster om Prvić Luka. 